# Alex (Haute-Savoie)
Alex is een gemeente in het Franse departement Haute-Savoie (regio Auvergne-Rhône-Alpes). De plaats maakt deel uit van het arrondissement Annecy. Alex telde op 1 januari 2022 1.125 inwoners.

## Geografie
De oppervlakte van Alex bedroeg op 1 januari 2022 17,02 vierkante kilometer; de bevolkingsdichtheid was toen 66,1 inwoners per km². De plaats is gelegen op 930 m hoogte.

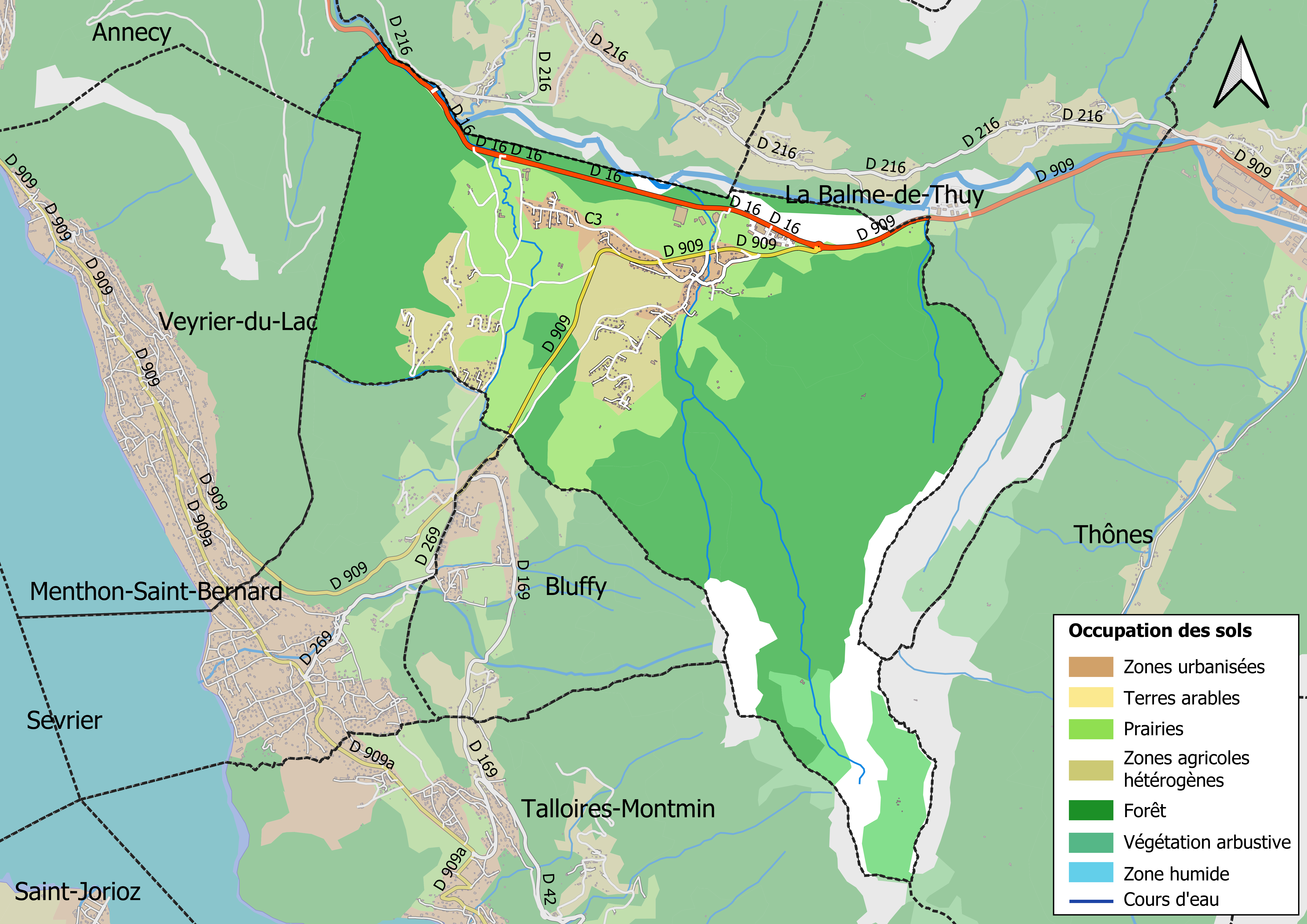
Kaart van de gemeente met de belangrijkste infrastructuur, bodemgebruik en omliggende gemeenten

## Demografie
Onderstaande figuur toont het verloop van het inwonertal (bron: INSEE-tellingen).